# Regierung G. Eyskens III (nach Kabinettsumbildung)
Die Regierung G. Eyskens III amtierte in Belgien nach einer Kabinettsumbildung am 3. September 1960 weiter bis zum 27. März 1961. 
Nach der Parlamentswahl 1958 hatte Gaston Eyskens eine christdemokratische (PSC/CVP) Minderheitsregierung gebildet. Nachdem sich Christdemokraten und Liberale (PL/LP) in der Schulpolitik geeinigt hatten, traten die Liberalen Ende 1958 in die Regierung ein. Mitte 1960 kam es aufgrund der Kongokrise zu einer umfangreichen Regierungsumbildung. Als Reaktion auf das Austeritätsgesetz der Regierung kam es Ende 1960 zu einem mehrwöchigen Generalstreik. Zwischen den Koalitionsparteien kam es zum Streit um ein neues Wahlrecht. Daraufhin kam es zu vorgezogenen Parlamentswahlen im März 1961.

## Kabinett
| Minister                                            | Minister                  | Minister | Minister            | Minister          |
| Amt                                                 | Amtsinhaber               | Partei   | Beginn der Amtszeit | Ende der Amtszeit |
| --------------------------------------------------- | ------------------------- | -------- | ------------------- | ----------------- |
| Premierminister                                     | Gaston Eyskens            | PSC/CVP  | 3. September 1960   | 27. März 1961     |
| Minister für wirtschaftliche Koordination           | André Dequae              | PSC/CVP  | 3. September 1960   | 27. März 1961     |
| Verteidigungsminister                               | Arthur Gilson             | PSC/CVP  | 3. September 1960   | 27. März 1961     |
| Minister für den öffentlichen Dienst                | Pierre Harmel             | PSC/CVP  | 3. September 1960   | 27. März 1961     |
| Minister für Gesundheit und Familie                 | Paul Meyers               | PSC/CVP  | 3. September 1960   | 27. März 1961     |
| Minister für Kommunikation und soziale Koordination | Paul-Willem Segers        | PSC/CVP  | 3. September 1960   | 27. März 1961     |
| Sozialminister                                      | Léon Servais              | PSC/CVP  | 3. September 1960   | 27. März 1961     |
| Minister für Mittelstand                            | Paul Vanden Boeynants     | PSC/CVP  | 3. September 1960   | 27. März 1961     |
| Finanzminister                                      | Jean Van Houtte           | PSC/CVP  | 3. September 1960   | 27. März 1961     |
| Außenminister                                       | Pierre Wigny              | PSC/CVP  | 3. September 1960   | 27. März 1961     |
| Innenminister und Vizepräsident des Kabinetts       | René Lefebvre             | PL/LP    | 3. September 1960   | 27. März 1961     |
| Justizminister                                      | Albert Lilar              | PL/LP    | 3. September 1960   | 27. März 1961     |
| Minister für afrikanische Angelegenheiten           | Harold d’Aspremont Lynden | PSC/CVP  | 3. September 1960   | 27. März 1961     |
| Arbeitsminister                                     | Yves Urbain               | PSC/CVP  | 3. September 1960   | 27. März 1961     |
| Minister für die Koordination der Verfassungsreform | Raoul Vreven              | PL/LP    | 3. September 1960   | 27. März 1961     |
| Minister für öffentlichen Verkehr und Wiederaufbau  | Omer Vanaudenhove         | PL/LP    | 3. September 1960   | 27. März 1961     |
| Landwirtschaftsminister                             | Albert De Vleeschauwer    | PSC/CVP  | 3. September 1960   | 21. November 1960 |
| Landwirtschaftsminister                             | Charles Héger             | PSC/CVP  | 21. November 1960   | 27. März 1961     |
| Bildungsminister                                    | Charles Moureaux          | PL/LP    | 3. September 1960   | 27. März 1961     |
| Wirtschaftsminister                                 | Jacques Van der Schueren  | PL/LP    | 3. September 1960   | 27. März 1961     |
| Minister für Außenhandel                            | Jacques Van Offelen       | PL/LP    | 3. September 1960   | 27. März 1961     |
|                                                     |                           |          |                     |                   |
| Staatssekretäre                                     |                           |          |                     |                   |
| Staatssekretär für Haushalt                         | Willy De Clercq           | PL/LP    | 3. September 1960   | 27. März 1961     |
| Staatssekrätar für Post, Telegraphie und Telefon    | Albert De Gryse           | PSC/CVP  | 3. September 1960   | 27. März 1961     |
| Staatssekretär für Energie                          | Roger de Looze            | PL/LP    | 3. September 1960   | 27. März 1961     |
| Staatssekretär für Kultur                           | Renaat Van Elslande       | PSC/CVP  | 3. September 1960   | 27. März 1961     |